# Nzinga Nkuwu
João I del Congo, nombre que recibió tras su bautizo Nzinga a Nkuwu o Nkuwu Nzinga, fue el cuarto o quinto manicongo del Reino del Congo entre 1470 y 1509. Fue bautizado como João en 1491 por los misioneros portugueses. Era hijo del anterior manicongo, Nkuwu a Ntinu. Su hijo fue el manicongo Afonso I del Congo.

## Biografía
En 1483 una carabela portuguesa, capitaneada por Diogo Cão, alcanzó la desembocadura del río Congo y entabló contacto con miembros del Reino del Congo. Cão volvió a Portugal llevando distintos emisarios del reino africano. 
En Lisboa, estos emisarios fueron bautizados y convertidos al catolicismo antes de volver a su reino en 1491; junto con ellos también viajaron misioneros, artesanos carpinteros y soldados, llevando mercancías y regalos para agasajar la corte congoleña. 
Según el relato de su hijo Afonso, su padre abjuró del cristianismo hacia el final de su reinado, tras haber tenido que enfrentar la rebelión de su primo, Nzinga a Mpangu, quien había sublevado a un cierto número de notables, descontentos con ciertas disposiciones de la moral cristiana impuesta por los misioneros portugueses, en especial la monogamia. Falleció en 1509. Una de sus esposas, la madre de Afonso, mantuvo inicialmente en secreto la noticia de la muerte del rey João I para favorecer la subida al trono de su hijo frente a Nzinga a Mpangu, quien también aspiraba al cargo.